# Patalene hamulata
Patalene hamulata är en fjärilsart som beskrevs av Achille Guenée 1858. Patalene hamulata ingår i släktet Patalene och familjen mätare. Inga underarter finns listade i Catalogue of Life.